# 岡本夏生
岡本 夏生（おかもと なつき、1965年9月12日 - ）は、日本のタレント、レースクイーン、グラビアアイドルである。
現在は芸能事務所には所属せず、フリーランスとして活動している。

## 略歴
静岡県出身。東京都在住。
6人兄弟（男3人女3人）の5番目で、3女。高校卒業後、静岡県のモデルクラブに所属し、ローカルモデルとして「村上千夏」の芸名でデビュー。地元のテレビ静岡で1986年4月からスタートした情報生番組（深夜番組）『情報交差点DO!』に1年間レギュラー出演。このときに芸名を「早川ゆうき」とした。
同番組を降板して1987年5月に上京し、所属事務所を変更。『11PM』で全国デビュー。芸名も現在の「岡本夏生」とした。
1989年、オートバイ全日本選手権に青木宣篤を擁して参戦する『日清カップヌードル・ホンダレーシングチーム』のレースクイーンとなり、『森田一義アワー 笑っていいとも!』への出演を機に本格的にタレント活動を始め、「ハイレグ女王」として広く知られるようになった。
1990年代になると、飯島愛や杉本彩と並ぶセクシー系のバラエティタレントとして広く活動するようになり、女優としてのドラマ出演なども行った。
1991年に女囚さそりシリーズの東映Vシネマ作品『女囚さそり 殺人予告』に主演して好評を博し、続いて自身の映画初主演となる同作の劇場版の製作も予定されていたが本人の途中降板により製作中止となる。降板の原因は体調不良による休養とも、ヌードになるならないで揉めたとも伝えられた。これを機に芸能活動を一時休止することになり、その間、ノイローゼ説や体重激減が報じられ、所属事務所を移籍
。
その後、テレビのバラエティー番組、『たけし・逸見の平成教育委員会』のレギュラーとなり、天然ボケを交えた珍回答をしばしば披露。色気を売り物とするセクシータレントから、なんでもありのくだけたキャラクターのバラエティータレントに転身した。
1995年6月には、ホテルで警官が出動する騒ぎを起こして話題となる。その後、立て続けに返品や化粧品店でのトラブルが報じられ、岡本夏生芸能界抹殺計画なるものがあると記事にもなった。同年にはスタッフの離反も報じられる。
1996年に舞台出演を優先したことから1992年より出演していた『新婚さんいらっしゃい!』を3月末で降ろされ、同時にフジテレビで放送の『たけし・逸見の平成教育委員会』『志村けんのだいじょうぶだぁ』のレギュラーも失い、1996年4月にはレギュラー番組が全てなくなった。仕事のオファーが減少し、当時のことを後に「慢心しちゃったのね」と振り返っている。
2000年代にはテレビ出演は稀となるが、ゴルフのプロアマ大会には頻繁に登場していた。2005年4月には深夜テレビ番組『夜美女』にレギュラー出演。それに先立つ同年2月には、『くりぃむナントカ』で、スケートリンク内にいるお母さん役で出演していた。その後は下記の2010年まで仕事がほとんどなくなっていた。その間は地元の静岡朝日テレビで『とびっきり!しずおか』にレギュラー出演するなどしていた。
2009年9月、テレビ番組での『あの人は今!?』をモチーフにした企画にゲスト出演、レースクイーン時代に着用していた『日清カップヌードル レーシングチーム』の衣装であったハイレグ水着姿での登場を試みたが、ほかの出演者たちによってマントで体を隠された。
ぞろ目時刻である2010年2月2日午前2時22分22秒、初めてとなるブログを開設。40歳代でありながらアメーバブログのグラビアアイドル部門でアクセス数が1位となったことがきっかけとなり再ブレイクし、同年より芸能活動を本格再開した。同時にグラビアアイドルとしての活動も再開したことから、「日本最高齢・40代のグラビアアイドル」と称するようになった。トークショーなどのオファーも多い。挨拶はたいがい「こにゃにゃちわ〜お久しブリーフ、岡本夏生です」である。「びっくりマンボーよ」など、語尾に「マンボー」をつけて話すことも多い。「失礼ぶっこきマンボ」は潜伏期間中に考えたフレーズであると述べている。
2011年の東日本大震災発生後、自分にできる事は無いかと考え被災地でのボランティア活動を行うことが多くなり、6月7日付けのブログでは芸能活動休止とも解釈できるような書き込みをする。しかし6月12日の書き込みではそれを否定している。
2013年8月1日には自身が魅力にとりつかれていた富士山への登頂に成功。この模様は、同年8月20日・27日放送分の『5時に夢中!』にて放送された。
2016年3月、2011年10月から出演していた東京のローカルテレビ局・TOKYO MXの生番組『5時に夢中！』の火曜レギュラーを降板。
2017年5月、AbemaTVで放送された『くりぃむナントカ』の特番で約1年ぶりにテレビに復帰。

## 人物

### 公称プロフィール問題
岡本に関して発表されているプロフィールの内容には、これまでしばしば疑義が呈されており、その内容には「自称」と付記されることも多い。

#### 年齢詐称
当初は1967年生まれと実年齢より若くサバ読みしており、1991年2月に実は23歳ではなく25歳ではないかと報じられ、後に1965年生まれとプロフィールが改められた。
1995年には『週刊女性』で35歳という噂があると報じられた。その2年後の1997年の節分2月3日に放送されたテレビのトーク番組『ライオンのごきげんよう』で、年齢と同じ数を食べるとされる節分の豆を37個も食べ、実は37歳だったと明かした。これについては本人が2010年になって、「笑いを取るために、とっさに豆を沢山食べて驚かせようと思った」としている。
年齢詐称疑惑は2000年頃にも再燃したが、岡本本人は疑惑の真相について半ば肯定ともとれるスタンスを取り続け、暗黙の了解として程なく沈静化した。
2010年代には生年月日を証明するため身分証明書を公開しており、『情報ライブ ミヤネ屋』2010年12月17日放送内で「昭和40年9月12日」と記載された運転免許証を実際に公開した。岡本は「なんなら戸籍謄本取りに行ってください」とまで言っており、「保険証を見せても実際の年齢を信じてもらえない」などと、自身でも年齢詐称疑惑をネタにしている。

#### スリーサイズ
2010年9月、下着メーカーのキャンペーンイベント出演に際して岡本のスリーサイズを計測したところ、B82、W68、H84であり、それまでの公称「B87/W59/H87」との違いが明らかとなった。また、自身がCカップで70だと思っていたバストサイズは、Eカップ65であった。
これまで公表されているプロフィールのデータは所属事務所がいつの間にか書き換えたもので、それを知った時には自分が一番驚いたという。特にスリーサイズについては岡本自身が、苦笑しながら「私、あんなにスタイル良くありませんよ」と言った程である。

### 交友関係
1990年（平成2年）に『日清カップヌードル レーシングチーム』のレースクイーンを務めた際の同僚である蒲池幸子（後に歌手として人気となったZARDのボーカル・坂井泉水の本名）とは親交があった。なお、坂井は2007年（平成19年）に入院先での事故で急逝。
岡本は芸能事務所・タイタン社長の太田光代、タレント時代の蓮舫（現政治家）で「漂流GALS」というユニットを組んで活動していたことがある。光代の家へ遊びに行き、そこで爆笑問題の二人と出会っているがコンビはブレイクを果たし、以来疎遠になってしまったという。
この他、同世代で自身と同じ時期に芸能界入りして活躍した杉本彩や、『5時に夢中!』で共演している北斗晶とも親しい間柄である。

### 芸名
「岡本夏生」という芸名の由来は、苗字は、地元・静岡の「岡」と、当時活躍していたプロゴルファー・岡本綾子から。名前は、当時働いていた銀座のクラブで一緒に働いていたモデル仲間の源氏名が「なつき」で、その響きを気に入っていたことから拝借した。
「早川ゆうき」から「岡本夏生」に改名した理由は、当時所属していた事務所の先輩に工藤夕貴がおり、事務所スタッフから「紛らわしい」と言われたため、事務所から「宣伝用パンフレットを印刷しないといけないから、2時間以内に決めろ!」と言われ、改名した。

## エピソード
- 売れっ子となっていた時に静岡に一軒家、岐阜と東京にマンションを購入。なお、雑誌『婦人公論』2011年11月22日号掲載のインタビューでは、いざとなったらマンションを貸して家賃収入を得るというシミュレーションを予てからしていたと語っている。
- 美容整形を受けた経験を公言しているが[38]、豊胸手術はしていないとのこと。また、アダルトビデオへの出演を依頼されて断ったことがあるという[39]。アトピー性皮膚炎である[40]。
- 漫画『クレヨンしんちゃん』初期の頃には、細川ふみえ、小宮悦子とともに主人公・野原しんのすけのお気に入りのタレントの一人だった。また、気象解説者の福井敏雄、政治評論家の細川隆一郎が「唯一名前を知っている芸能人」と語っている。

## 出演

### バラエティ・情報
- 情報交差点DO!（テレビ静岡）1986年4月-1987年3月、番組サブMC（旧芸名の「早川ゆうき」名義で、自身初のテレビレギュラー出演）
- ひょっこり漂流島（1990年7月-12月、テレビ東京）共演：蓮舫、荒井美恵子、松永光代、永井美帆
- たけし・逸見の平成教育委員会（1991年10月 - 1993年3月、フジテレビ） - ほぼ皆勤
- 志村けんのだいじょうぶだぁ（フジテレビ）
- 新婚さんいらっしゃい!（1992年5月24日 - 1996年3月31日、朝日放送） - 5代目アシスタント
- 快快!高田病院へ行こう（1992年10月4日 - 1993年3月28日、中京テレビ） - 高田純次と司会（婦長 役）
- ロバの耳そうじ（1994年 - 1996年、日本テレビ）
- 天才・たけしの元気が出るテレビ（日本テレビ） - 「〜バスターズ」シリーズのメンバーとして、常にハイレグ水着を着てロケに同行。
- 世界まる見え!テレビ特捜部（日本テレビ） - 90年代前半に準レギュラー
- くりぃむナントカ （テレビ朝日） - 芸能界ビンカン選手権ではほとんど常連、その他のコーナーにも不定期で出演する。
- シルシルミシル（テレビ朝日） - くりぃむナントカと同じスタッフで作られている。2010年5月19日放送では番組イメージガールとのこと。
- とびっきり!しずおか （静岡朝日テレビ） - 金曜日不定期レギュラー。再ブレイク後もゲストとして出演した。
- ものまね王座決定戦（フジテレビ）
- なるほど!ザ・ワールド（1992年 - 1996年、フジテレビ） - 不定期レポーター担当。希にスタジオ解答者としても出演した。
- 世界の超豪華・珍品料理（1991年 - 1996年、フジテレビ） - 準レギュラー
- あの人は今!?（日本テレビ） - リポーター
- スーパージョッキー（日本テレビ） - 不定期
- 忍たまがやってくる（2001年7月20日 - 2005年4月29日、NHK教育テレビ） - ドクタケ忍者隊 女王ナッキー→ドクタケ忍者隊 ちょうけんこうせんたい やさいレンジャー ほしシイタケレンジャー ナッキー
- 夜美女（2003年4月5日 - 2007年3月31日、サンテレビジョン） - レギュラー
- 土曜スペシャル（テレビ東京） - 不定期
- 追跡!事実は奇なりテレビの主役（テレビ東京） - レギュラー（※「事実は奇なり」時代のみ）
- なるほど!ハイスクール（日本テレビ） - 準レギュラー
- ダイナミック通販（2008年、TBS） - スタジオパネラー
- サンデージャポン（2010年、TBS） - ロケ準レギュラー
- 5時に夢中!（2011年10月4日 - 2016年3月29日、東京MXテレビ） - 毎週火曜日レギュラー

### ドラマ
- 熱帯夜アカデミー「Misty Blue」（1989年 - 1990年、テレビ朝日）
- 海照らし（1989年11月13日 - 12月4日、NHK総合） - 韓国の女 役
- 過ぎし日のセレナーデ（1989年 - 1990年、フジテレビ）
- ウッチャンナンチャンのコンビニエンス物語（1990年、テレビ東京）
- 世にも奇妙な物語「闇の精霊たち」（1990年、フジテレビ）
- ハイレグクィーンロマンス ピットに賭ける恋!（1991年9月23日、フジテレビ）
- ドラマチック22・冗談じゃないよ!マイホーム（1991年1月26日、TBS）
- なんだらまんだら（1991年10月16日 - 12月18日、フジテレビ） - 聖子 役
- 素敵にダマして!（1992年4月15日 - 6月24日、日本テレビ） - リンダ 役
- 殿さま風来坊隠れ旅（1994年、テレビ朝日） - お京 役
- お父さんは心配症（1994年4月12日 - 5月17日、テレビ朝日）
- 今夜、すべてのBARで（1995年1月7日、日本テレビ）
- 素浪人 花山大吉（1995年4月1日、テレビ朝日）
- ひとりにしないで（1995年7月6日 - 9月21日、フジテレビ） - 桜井レイ子 役
- 土曜ドラマ・秋の選択（1996年11月23日、NHK総合）
- 土曜ワイド劇場・桜吹雪美人スリ三姉妹がいく（1997年、テレビ朝日） - 桜吹雪佳つ美 役（主演）
- 三姉妹探偵団 第8話「初恋は危険な誘拐!? 試験問題盗難に秘められた罠」（1998年、日本テレビ）
- 暴れん坊将軍IX 第16話「大奥の改革 上様、お恨みいたします!」（1999年、テレビ朝日） - 浮舟 役
- 連続テレビ小説・私の青空（2000年、NHK総合）
- はぐれ刑事純情派 第14シリーズ 第2話「安浦刑事が魚屋に婿入り!? 匂いを嗅ぐ女」（2001年、テレビ朝日）
- 坊さん弁護士・郷田夢栄1（2003年） - 山本直江 役
- 13歳のハローワーク 第1話（2012年1月、テレビ朝日） - 本人 役
- 撮らないで下さい!!グラビアアイドル裏物語 第11話（2012年3月、テレビ東京） - 本人 役

### CM
- ショウワノート ジャポニカ学習帳
- ピザーラ
- ユニリーバ
- ミツカン 味ぽん - 西田敏行と共演
- 日本小型自動車振興会 オートレース
- 富士急ハイランド
- マネーパートナーズ
- キンチョー ゴキブリがいなくなるスプレー
- BIG - 高田純次と共演
- 上記以外にも、旧芸名（静岡で活動していた時代）当時に、企業のCM（菊池建設、静岡三菱自動車など）へ複数の出演実績がある。

### 映画
- バカヤロー!3 へんな奴ら第三話「会社をナメるな」（1990年） - 本木信子 役
- どっちもどっち（1990年） - 赤い車の女 役
- 女囚さそり 殺人予告・Vシネマ（1991年） - 主役・松島ナミ 役
- 大激突（1993年）
- まむしの兄弟（1997年） - 蘭子（勝次の内縁の妻） 役
- 刀狩るもの〜二本松の冒険〜（2008年） - 小早川響子 役
- MR 医薬情報担当者 fourthstage フェーズ IV・Vシネマ（2014年2月14日）

### PV
- Purple Days「Still think of you」（2010年）
- CASCADE「優しいサギ師の寝言のように」（2012年）
- ALTIMA「Burst The Gravity」（2012年）

### インターネット
- 夏生に夢中!（2011年8月2日 -、アメーバスタジオ）
- 岡本夏生記者会見・東京オートサロン2012 with NAPAC（2012年2月26日 -、WWSチャンネル）[41]
- 情熱報道ライブ「ニューズ・オプエド®」（2016年12月9日 -、NOBORDER NEWS TOKYO）

### パチンコ
- CR岡本夏生の幻の雀神麗華（2005年、まさむら遊機）

## ディスコグラフィ

### シングル
- するNO?しないNO? / いけないボサノバ（1990年12月16日、CRDP-8）
- GOLD / 怨み節（1991年5月1日、CRDP-13）
- 絹の靴下 / オアシスでお眠り（1991年11月21日、CRDP-27、「絹の靴下」は夏木マリのカバー曲）
- 好きだから / 愛は季節のなかで（1992年7月1日、TODT-2874、新婚さんいらっしゃい!テーマソング/桂三枝（現・六代桂文枝）とのデュエット）

### アルバム
- 抱きしめて（1990年7月21日、CRCP-20006）

1. 抱きしめてDestiny
2. いけないボサノバ
3. 悪魔のささやき
4. 夏が帰る頃
5. TYO from N.Y.
6. 悪魔のささやき
7. 青い地平線 -Blue Horizon-
8. もっとHeart beat
9. 黄昏のプリーズ

- 絹の靴下/ベストセレクション（1991年11月21日、CRCP-20028）

1. 絹の靴下
2. Water Flower
3. 抱きしめてDestiny
4. Savage Night
5. 怨み節
6. するNO? しないNO?
7. オアシスでお眠り
8. GOLD

- トークマンス『虚々実々物語』（1994年11月21日、COCC-12072）

### 音楽映像ソフト
- するNO？ しないNO？―悩殺BODYを抱きしめて―（1990年2月21日、日本クラウン）VHS、LD　29分
- GOLD〜クレオパトラのように〜（1991年8月21日、日本クラウン）VHS、LD　30分
- DANCING SEXY NIGHT～裸のクレオパトラ（1991年、VHS：大陸書房　LD：日本クラウン）VHS、LD　ライブビデオ

## 作品

### 写真集
- VENUS （1989年8月20日 近代映画社） ISBN 4-7648-1609-1
- SPLASH （1990年8月10日 ワニブックス） ISBN 4-8470-2150-9
- GIDDY （1991年6月24日 白泉社） ISBN 4-592-73097-6
- 瞳の毒 （1992年11月10日 ワニブックス） ISBN 4-8470-2296-3
- Nudie （2002年8月30日 バウハウス） ISBN 4-89461-905-9

### ビデオ
- TROPICAL WIND （1989年7月20日、大陸書房）VHS　30分　 ISBN 4-8033-2129-9
- サンビーム （1990年5月6日、大陸書房）VHS　30分　 ISBN 4-8033-2713-0
- FEEL（1992年11月20日、ポニーキャニオン）VHS　30分
- TOUCH（1992年11月20日、ポニーキャニオン）VHS　30分
- FEEL&TOUCH（1992年11月20日、ポニーキャニオン）LD　60分

### DVD
- Nudie （2003年4月14日 バウハウス） ISBN 4-89461-724-2